# Cantone di Altkirch
Il Cantone di Altkirch è una divisione amministrativa dell'arrondissement di Altkirch.
A seguito della riforma approvata con decreto del 21 febbraio 2014, che ha avuto attuazione dopo le elezioni dipartimentali del 2015, è passato da 27 a 67 comuni.

## Composizione
I 27 comuni facenti parte prima della riforma del 2014 erano:
- Altkirch
- Aspach
- Ballersdorf
- Berentzwiller
- Carspach
- Eglingen
- Emlingen
- Saint-Bernard
- Franken
- Frœningen
- Hausgauen
- Heidwiller
- Heiwiller
- Hochstatt
- Hundsbach
- Illfurth
- Jettingen
- Luemschwiller
- Obermorschwiller
- Schwoben
- Spechbach-le-Bas
- Spechbach-le-Haut
- Tagolsheim
- Tagsdorf
- Walheim
- Willer
- Wittersdorf

Dal 2015 i comuni appartenenti al cantone sono i seguenti 67:
- Altkirch
- Aspach
- Bendorf
- Berentzwiller
- Bettendorf
- Bettlach
- Biederthal
- Bisel
- Bouxwiller
- Carspach
- Courtavon
- Durlinsdorf
- Durmenach
- Emlingen
- Feldbach
- Ferrette
- Fislis
- Franken
- Frœningen
- Grentzingen
- Hausgauen
- Heidwiller
- Heimersdorf
- Heiwiller
- Henflingen
- Hirsingue
- Hirtzbach
- Hochstatt
- Hundsbach
- Illfurth
- Jettingen
- Kiffis
- Kœstlach
- Levoncourt
- Liebsdorf
- Ligsdorf
- Linsdorf
- Lucelle
- Luemschwiller
- Lutter
- Mœrnach
- Muespach
- Muespach-le-Haut
- Oberdorf
- Oberlarg
- Obermorschwiller
- Oltingue
- Raedersdorf
- Riespach
- Roppentzwiller
- Ruederbach
- Saint-Bernard
- Schwoben
- Sondersdorf
- Spechbach-le-Bas
- Spechbach-le-Haut
- Steinsoultz
- Tagolsheim
- Tagsdorf
- Vieux-Ferrette
- Waldighofen
- Walheim
- Werentzhouse
- Willer
- Winkel
- Wittersdorf
- Wolschwiller